# Baia di Weatherall
La baia di Weatherall  è un'insenatura dell'oceano Artico nella regione di Qikiqtaaluk, Nunavut, Canada.
Si trova nel canale di Byam Martin, a nord-est dell'isola di Melville.